# Amy Pond
Amelia „Amy” Pond (czasami Amelia Williams) – postać fikcyjna związana z brytyjskim serialem science-fiction pt. Doktor Who, w którą wcieliła się Karen Gillan. Amy była towarzyszką jedenastej inkarnacji Doktora, głównej postaci serialu. Postać ta pojawiała się regularnie w latach 2010–2012, występując w serii piątej, szóstej i w pierwszej części siódmej. Dodatkowo w 2013 pojawiła się gościnnie na moment w odcinku Czas Doktora. Łącznie postać Amy wystąpiła w 34 odcinkach, składających się na 30 różnych historii.

## Za kulisami
Imię i nazwisko dla tej postaci wymyślił producent serialu, Steven Moffat, który poprzez nazwę chciał utrzymać związek z inną postacią, River Song, która w dalszym ciągu akcji okaże się być córką Amy.
Andy Pryor, przewodniczący castingu, zasugerował Moffatowi aktorkę Karen Gillan, która już wcześniej wystąpiła w serialu, w odcinku Ogień z Pompejów (2008) jako jedna z wróżbitek. Moffat początkowo sądził, że jest ona „niedostateczna i kiepska”, jednak później zmienił o niej zdanie, mówiąc, że „miała ona całkowitą rację do tej roli”, mimo że przedstawiała ona charakter zupełnie inny niż te, który Moffat początkowo napisał. Moffat, komentując casting, powiedział: „Widzieliśmy kilka niesamowitych aktorek do tej roli. Ale gdy ona weszła przez drzwi, rozgrywka wzrosła - była zabawna, mądra, wspaniała, seksowna oraz szkocka”.

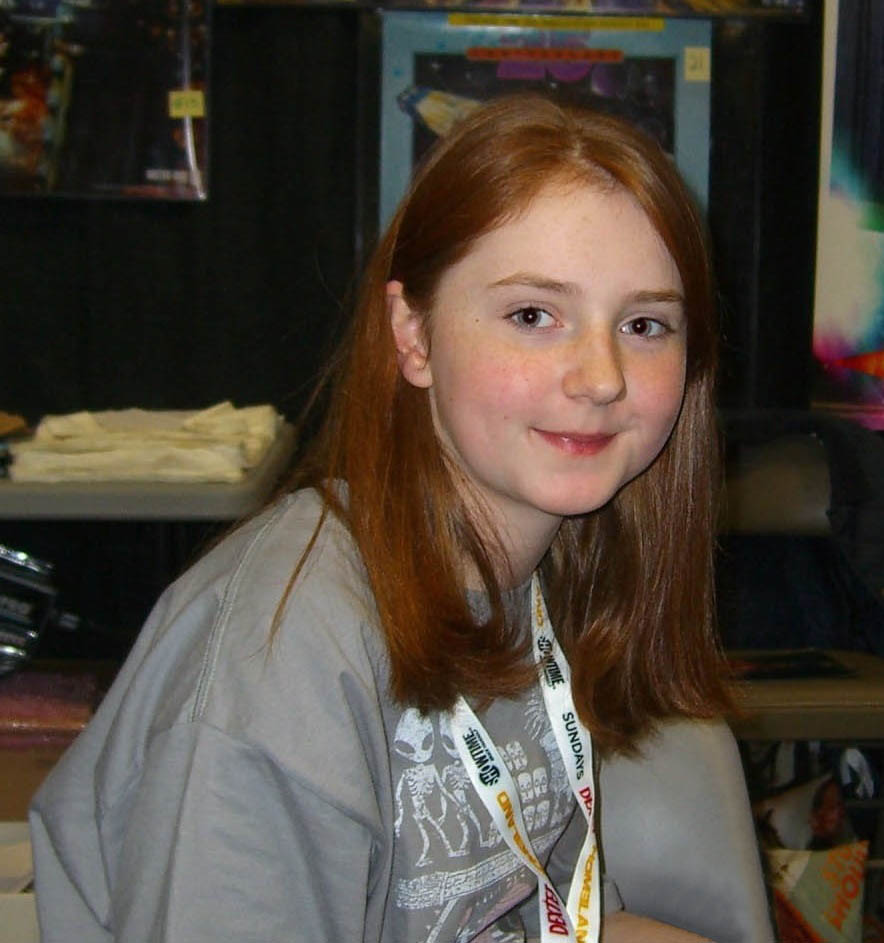
Caitlin Blackwood, aktorka, obsadzona w rolę młodszej Amy

Producent wykonawczy i dyrektor ds. Seriali w BBC Wales zgodził się z wyborem Gillan do tej roli, mówiąc: „Od momentu, kiedy ją zobaczyłem, wiem, że Karen jest idealna do tej roli. Przyniosła energię i emocje”. Gillan była świadoma, jak wielką produkcją jest Doktor Who, jednak, tak jak jej matka, nie była wielką fanką tego serialu, ze względu na to, że kiedy dorastała, nie było go na antenie. Jednak kiedy Doktor Who wrócił do telewizji w 2005 roku zaczęła go oglądać. Ogólnie Gillan wśród produkcji science-fiction najchętniej oglądała takie seriale jak: Z Archiwum X, Po tamtej stronie, Star Trek: Następne pokolenie czy Star Trek: Voyager.
Podczas castingu Gillan używała zarówno szkockiego, jak i angielskiego akcentu. Dopiero kiedy Gillan została obsadzona w roli Amy postanowiono, że ma ona używać szkockiego akcentu. W kilku odcinkach pojawiła się młodsza Amy, a w tej roli obsadzono 10-letnią kuzynkę Gillan, Caitlin Blackwood. Mimo to Blackwood nadal musiała przejść rygorystyczny casting. W odcinku Wielki wybuch (2010) Gillan i Blackwood po raz pierwszy wystąpiły razem. W późniejszym czasie skomentowały one, że na początku czuły się dziwnie, jednak szybko zdążyły się przyzwyczaić.

## Historia postaci
Amy urodziła się w Szkocji w 1989. Jej rodzice, Augustus i Tabetha Pond, zostali pochłonięci przez szczelinę w ścianie, dlatego wychowywana była przez swoją ciotkę, Sharon, w małej angielskiej miejscowości, Leadworth. Pomimo długiego mieszkania w Anglii, nadal nie straciła typowo szkockiego akcentu.
Młoda Amy pewnego wieczoru w 1996 roku zauważyła, że niebieska budka zleciała z nieba na jej podwórko. Wówczas poznała Doktora, z którym wiązała nadzieje na to, że pomoże jej zamknąć szczeliną w ścianie, w jej pokoju, z której często słyszy różne dziwne dźwięki. Doktor zamyka szczelinę, jednak chwilę później musi wracać do swojej TARDIS w obawie o wybuch silników. Obiecuje on, że wróci za 5 minut, a kiedy wróci, to zabierze ją w podróż. Amy skorzystała z okazji i spakowała najpotrzebniejsze rzeczy do walizki, po czym wyszła na dwór, czekać na Doktora.
Amy, czekając na Doktora, zasnęła na walizce. W jednej z rzeczywistości Doktor z przyszłości przyleciał i położył Amy spać, opowiadając jej bajkę o „szalonym starcu, kradnącym budkę”. Amelia od tamtego czasu, przez 12 lat nie miała bezpośredniego kontaktu z Doktorem, a nieświadomie w swoim domu przetrzymywała „Więźnia Zero”. „Doktor w łachmanach” w dzieciństwie był punktem obsesji Amy. Tworzyła z jego podobizną lalki, komiksy i ubranka. Ciotka była z Amy u czterech psychiatrów w związku z Doktorem i wszystkich ugryzła, bo mówili, że on nie istnieje. Opowiadała o nim także swoim przyjaciołom, Rory’emu i Mels. Innym zainteresowaniem Amy była inwazja Rzymian na Wielką Brytanię, o której miała kilka książek w domu. W szkole napisała pracę na ten temat, jednak otrzymała za nią minusa z powodu tytułu „Inwazja przystojnych Włochów”.

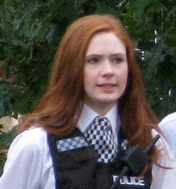
Amy w odcinku Jedenasta godzina

Doktor powrócił do domu Amy, gdy ta była już dorosła. Amy początkowo była niepewna, czy on jest rzeczywiście Doktorem, natomiast on był pewien, że wrócił niedługo po wydarzeniach z dzieciństwa Amy. Wkrótce obaj odkrywają, że w mieszkaniu jest „Więzień Zero” i zaczynają uciekać przed nim. W ucieczce Amy wyznaje, że jest tą samą osobą, którą Doktor widział jeszcze niedawno. Razem z chłopakiem Amy, Rory'm, ratują Ziemię. Po skończonej akcji, Doktor zauważa nowy klucz do TARDIS i biegnie szybko do niego, po czym odlatuje, natomiast Amy nie dogania go. 2 lata później, dzień przed ślubem Amy z Rory'm, Doktor przybywa ponownie, myśląc, że dotarł chwilę później. Tym razem pokazuje on jej TARDIS wewnątrz i bierze ją w podróż.
W pierwszą podróż Doktor zabiera Amy do statku kosmicznego Wielkiej Brytanii z XXIX wieku. W dalszych przygodach Amy ma możliwość poznania wrogów Doktora, takich jak Dalekowie czy Płaczące Anioły, a także znajomą Doktora, River Song. Wkrótce do Amy i Doktora dochodzi chłopak Amy, Rory, który niedługo później zostaje postrzelony przez siluriankę, Aleya'ę i usunięty z historii, dlatego Amy zapomina o jego istnienu. W odcinku Lokator znajduje w TARDIS-ie pierścionek zaręczynowy, jaki miała dostać od Rory’ego, jednak mimo to nie przypomina sobie o nim. W odcinku Vincent i Doktor poznaje Vincenta van Gogha, z którym utrzymywała głębokie relacje i wczuła się w jego problemy.
W finale piątej serii spotyka Rory’ego-centuriona, powstałego przez koalicję przeciwników Doktora, którzy na podstawie wspomnień Amy oraz jej książce o Rzymianach stworzyli rzymski legion. Dzięki Rory’emu z rzymskiego legionu przypomina sobie ona wszystkie wspólne chwile, jednak on nie z własnej woli zabija ją. Wkrótce przybywa do Rory’ego Doktor z przyszłości, mówiąc, by on wsadził Amy do Pandoriki, w której siedzi w tym czasie teraźniejszy Doktor. Rory to robi i dzięki temu Amy budzi się w Muzeum Narodowym w XX wieku, przy samej sobie z dzieciństwa. W podobnym czasie przybywa na miejsce Doktor oraz Rory. W pewnym momencie postrzelony przez Daleka Doktor wchodzi do Pandoriki przenieść ją do sedna eksplozji TARDIS, by ratować wszechświat przed zniknięciem. W ten sposób Amy budzi się w dzień swojego ślubu, w rzeczywistości w której nigdy nie poznała Doktora, a wychowywała się ze swoimi rodzicami. Początkowo ma jedynie wrażenie, że coś jest nie tak, jednak na weselu zauważa przechodzącą obok sali weselnej River i postanawia wezwać Doktora. Udaje jej się i po zabawie, wraz z Rory'm, odlatują w TARDIS-ie.
Po weselu Amy i Rory powiedzieli swoim przyjaciołom, że udali się na tzw. miesiąc miodowy do Tajlandii, lecz zamiast tego podróżowali przez czas i przestrzeń. Noc poślubną spędzili oni w swojej kwaterze na TARDIS-ie, kiedy to TARDIS przechodziło przez wir czasowy. W tym momencie nieświadomie Amy poczęła dziecko, a fakt poczęcia na TARDIS sprawił pewne mutacje. Późniejszy czas Amy i Rory spędzili bez Doktora na asteroidzie, a potem na pokładzie międzygwiezdnego statku kosmicznego, który w pewnym momencie, gdyby nie Doktor, zderzyłby się z planetą.

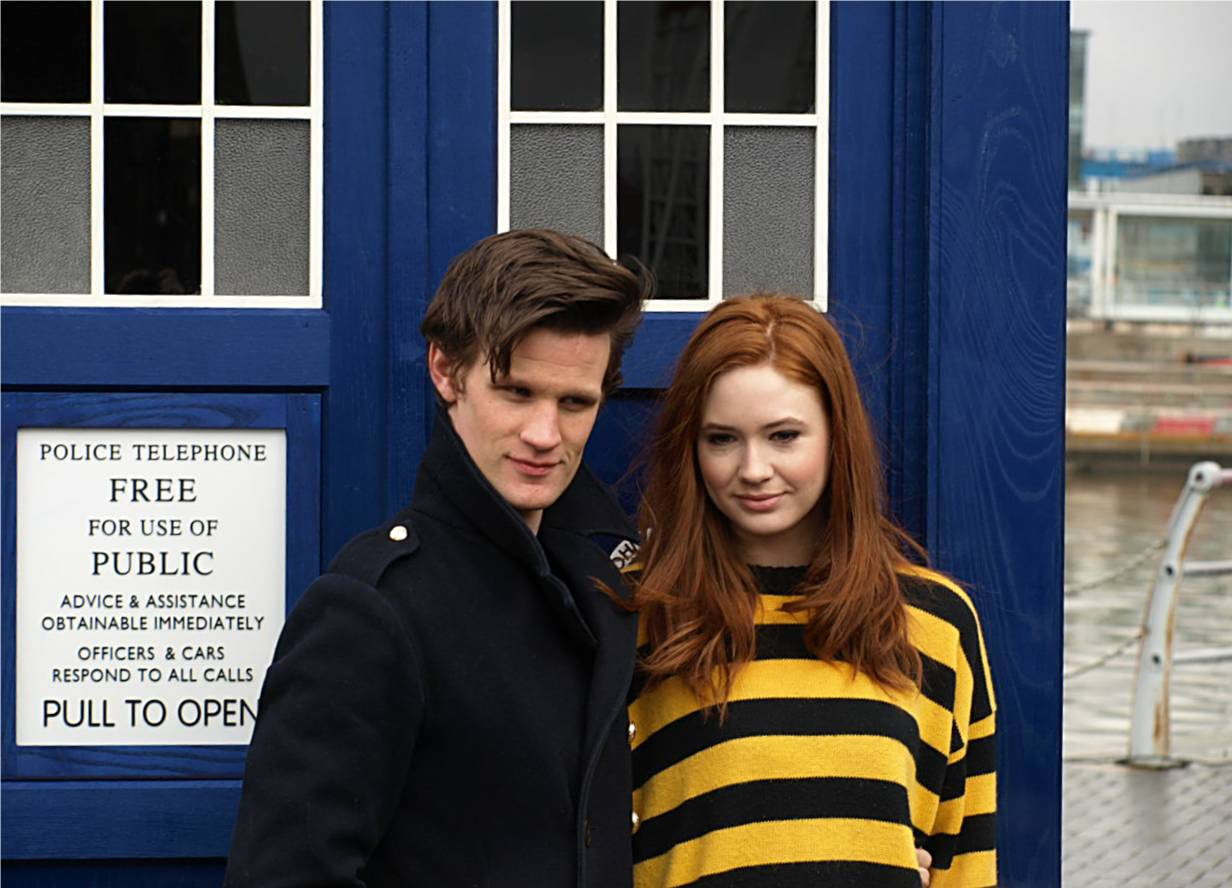
Matt Smith i Karen Gillan w Salford podczas sesji zdjęciowej reklamującej 6. serię serialu

Amy i Rory w pewnym momencie wrócili na Ziemię i zaczęli prowadzić normalne życie. Wkrótce dostali zaproszenie od Doktora na wyjazd nad jezioro Silencio w Utah na 22 kwietnia 2011. Zanim wyruszyli, najprawdopodobniej w tym momencie Amy została porwana przez Madame Kovarian i jej kościół. Rory ani nikt z otoczenia nie zauważył, że z Amy coś się stało, ponieważ za nią został podstawiony klon, który miał ten sam charakter oraz wspomnienia co Amy, a dodatkowo był połączony umysłowo z Amy, która znajdowała się na asteroidzie Demons Run. Klon Amy udał się wraz z Rory'm nad jezioro Silencio, gdzie spotkali się z Doktorem oraz River. Chwilę później byli świadkami śmierci Doktora z rąk tajemniczego astronauty, wychodzącego z jeziora. Jak się później okazało, była to przyszła wersja Doktora, który rozesłał zaproszenia, wiedząc, że umrze, natomiast młodsza wersja Doktora również dostała zaproszenie, spotkała się z River, klonem Amy i Rory'm oraz poznała Zakon Ciszy. Razem z młodszym Doktorem i Rory'm, klon Amy był na statku pirackim z XVII wieku, poznał uczłowieczoną TARDIS oraz zapoznał się z problemem klonowania w XXII wieku. Po pewnym czasie Doktor odkrył, że w rzeczywistości podróżuje z klonem Amy, dlatego zniszczył klona i tym samym obudził Amy, która spała na asteroidzie Demons Run.
Amy urodziła swoje dziecko na Demons Run i nazwała je Melody Pond. Swoje dziecko Amy mogła trzymać tylko przez chwilę, po czym musiała oddać je pracownikom. Doktor, Rory oraz różni przyjaciele i znajomi Doktora postanowili zaatakować Demons Run oraz odbić Amy z dzieckiem. Udało to się częściowo, ponieważ Doktor zmusił do ucieczki żołnierzy i pracowników Demons Run, a także odzyskał Amy, jednak nie udało się odzyskać dziecka. Po bitwie przybyła River, która zdradziła, że to ona jest dzieckiem Amy i Rory’ego. W późniejszym czasie Doktor, Amy i Rory razem postanowili szukać Melody w wieku dziecięcym. Uniemożliwiła im to przyjaciółka Amy i Rory’ego, Mels, która później okazała się być tą samą osobą co Melody oraz River, tylko że w innym wcieleniu. W następnych przygodach Doktor, Amy i Rory poznają tajemniczy świat dużych lalek wykreowany przez dziecko, planetę Apalapucia, gdzie Amy przez pewien czas samotnie musiała się bronić przed robotami oraz hotel, z którego nie było wyjścia. W pewnym momencie Doktor, wiedząc o tym, że za niedługo umrze, postanowił rozstać się z Amy i Rory'm. Po odejściu Doktor dowiedział się, że Amy zaczęła pracować jako modelka i stała się popularna. Finał 6. serii przedstawia alternatywny świat stworzony przez River, w którym Amy przewodniczy tajnej organizacji, która walczy z Zakonem Ciszy, a później zabija Madame Kovarian. Po przywróceniu właściwego świata, River odwiedza Amy i Rory’ego, by powiedzieć im, że Doktor jednak przeżył.
Doktor około 2 lata po tych wydarzeniach odwiedza Amy i Rory’ego w święta. Po tym Doktor przez pewien czas nie odwiedzał Amy i Rory’ego. Wówczas Amy ukrywała przed Rory'm, że przez wydarzenia w Demons Run nie może mieć dzieci, a wiedziała, że on chce mieć je, dlatego, nie wytłuszczając dlaczego, po prostu odeszła od niego. W pewnym momencie Doktor, a także Amy i Rory zostali uprowadzeni przez Daleków, by im pomóc. Podczas tej przygody Amy zwierza się Rory’emu z powodu ich rozstania, a także ma pretensje do Doktora o to, że przestał ich odwiedzać. Skutkiem tego był powrót Amy i Rory’ego do siebie, a także to, że Doktor ponownie zaczął odwiedzać ich i zabierać ich w kolejne przygody. Odwiedzili m.in. opuszczony statek kosmiczny Silurian, na którym są dinozaury oraz miasteczko Mercy. Byli także świadkami inwazji małych, czarnych sześcianów, które po pewnym czasie spowodowały śmierć wielu milionów ludzi.
W pewnym momencie Doktor zabiera Amy i Rory’ego do Nowego Jorku w 2012 roku. Po pewnym czasie Rory zostaje wysłany w przeszłość, do roku 1938 przez Płaczące Anioły. Doktor i Amy, w ekipie z River chcą mu pomóc, jednak przez to, że zobaczył własną śmierć, nie może nic zrobić i dlatego postanawia skoczyć z wysokiego budynku i tym samym zniszczyć wszystkie Anioły. Amy, solidaryzując się ze swoim mężem, postanawia zrobić to razem z nim. Razem budzą się na cmentarzu nowojorskim w 2012, jednak jeden z niedobitych Aniołów cofa Rory’ego i już tego nie można cofnąć, ponieważ taki paradoks zniszczyłby cały Nowy Jork. Zrozpaczona Amy postanawia również dotknąć Anioła, by przeżyć resztę życia z Rory'm.
Amy po wydarzeniach związanych z Aniołami napisała książkę dla dzieci pt. Summer Falls. Napisała również końcówkę do książki River, gdzie napisała m.in. to, że miała cudowne życie. Umarła w wieku 87 lat i została pochowana koło swojego męża na nowojorskim cmentarzu. W odcinku Czas Doktora, jedenasty Doktor, przed regeneracją ma wizję, w której pojawia się młodsza i starsza wersja Amy.

## Występy telewizyjne
| Historia                                    | Historia                                 | Data premiery             | Źródło               |
| Nazwa polska                                | Nazwa oryginalna                         | Data premiery             | Źródło               |
| Seria 5 (2010)                              | Seria 5 (2010)                           | Seria 5 (2010)            | Seria 5 (2010)       |
| ------------------------------------------- | ---------------------------------------- | ------------------------- | -------------------- |
| Jedenasta godzina                           | The Eleventh Hour                        | 3 kwietnia 2010           | [ 13 ] [ 42 ]        |
| Besta na dole                               | The Beast Below                          | 10 kwietnia 2010          | [ 43 ] [ 44 ]        |
| Zwycięstwo Daleków                          | Victory of the Daleks                    | 17 kwietnia 2010          | [ 16 ] [ 45 ]        |
| Czas Aniołów Kamienne ciała                 | The Time of Angels Flesh and Stone       | 24 kwietnia – 1 maja 2010 | [ 17 ] [ 46 ] [ 47 ] |
| Wampiry w Wenecji                           | The Vampires of Venice                   | 8 maja 2010               | [ 18 ] [ 48 ]        |
| Wybór Amy                                   | Amy’s Choice                             | 15 maja 2010              | [ 49 ] [ 50 ]        |
| Głodna Ziemia Zimna krew                    | The Hungry Earth Cold Blood              | 22 – 29 maja 2010         | [ 19 ] [ 51 ] [ 52 ] |
| Vincent i Doktor                            | Vincent and the Doktor                   | 5 czerwca 2010            | [ 21 ] [ 53 ]        |
| Lokator                                     | The Lodger                               | 12 czerwca 2010           | [ 20 ] [ 54 ]        |
| Otwarcie Pandoriki Wielki Wybuch            | The Pandorica Opens The Big Bang         | 19 – 26 czerwca 2010      | [ 14 ] [ 55 ] [ 56 ] |
| Odcinki specjalne (2010)                    |                                          |                           |                      |
| Opowieść wigilijna                          | A Christmas Carol                        | 25 grudnia 2010           | [ 25 ] [ 57 ]        |
| Seria 6 (2011)                              |                                          |                           |                      |
| Niemożliwy astronauta Lądowanie na Księżycu | The Impossible Astronaut Day of the Moon | 23 – 30 kwietnia 2011     | [ 26 ] [ 58 ] [ 59 ] |
| Klątwa czarnej plamy                        | The Curse of the Black Spot              | 7 maja 2011               | [ 28 ] [ 60 ]        |
| Żona Doktora                                | The Doctor’s Wife                        | 17 maja 2011              | [ 29 ] [ 61 ]        |
| Zbuntowane ciało Prawie ludzie              | The Rebel Flesh The Almost People        | 21 – 28 maja 2011         | [ 27 ] [ 62 ] [ 63 ] |
| Dobry człowiek idzie na wojnę               | A Good Man Goes to War                   | 4 czerwca 2011            | [ 23 ] [ 64 ]        |
| Zabijmy Hitlera                             | Let's Kill Hitler                        | 27 sierpnia 2011          | [ 15 ] [ 65 ]        |
| Nocne koszmary                              | Night Terrors                            | 3 września 2011           | [ 30 ] [ 66 ]        |
| Dziewczyna, która czekała                   | The Girl Who Waited                      | 10 września 2011          | [ 31 ] [ 67 ]        |
| Kompleks Boga                               | The God Complex                          | 17 września 2011          | [ 32 ] [ 68 ]        |
| Godzina zamknięcia                          | Closing Time                             | 24 września 2011          | [ 33 ] [ 69 ]        |
| Ślub River Song                             | The Wedding of River Song                | 1 października 2011       | [ 34 ] [ 70 ]        |
| Odcinki specjalne (2011)                    |                                          |                           |                      |
| Doktor, wdowa i stara szafa                 | The Doctor, the Widow and the Wardrobe   | 25 grudnia 2011           | [ 35 ] [ 71 ]        |
| Seria 7 (2012–2013)                         |                                          |                           |                      |
| Planeta obłąkanych Daleków                  | Asylum of the Daleks                     | 1 września 2012           | [ 36 ] [ 72 ]        |
| Dinozaury na statku kosmicznym              | Dinosaurs on a Spaceship                 | 8 września 2012           | [ 22 ] [ 73 ]        |
| Miasteczko Mercy                            | A Town Called Mercy                      | 15 września 2012          | [ 37 ] [ 74 ]        |
| Potęga trójki                               | The Power of Three                       | 22 września 2012          | [ 38 ] [ 75 ]        |
| Anioły na Manhattanie                       | The Angels Take Manhattan                | 29 września 2012          | [ 39 ] [ 76 ]        |
| Odcinki specjalne (2013)                    |                                          |                           |                      |
| Czas Doktora                                | The Time of the Doctor                   | 25 grudnia 2013           | [ 41 ] [ 77 ]        |